# Ал Леонг
Алберт Леонг (енгл. Albert Leong; рођен у Сент Луису, 30. септембра 1952), амерички је филмски и ТВ глумац и каскадер.